# Sibodak Papaso
Sibodak Papaso is een bestuurslaag in het regentschap Padang Lawas van de provincie Noord-Sumatra, Indonesië. Sibodak Papaso telt 134 inwoners (volkstelling 2010).